# Пал Лошонці
Пал Лошонці (угор. Losonczi Pál, *18 вересня 1919, Больхо, медьє Шомодь — †28 березня 2005, Капошвар) — угорський політик, голова Президії Угорської Народної Республіки в 1967-1987.

## Біографія
Походив з дрібних селян. У 1948-1960 був головою сільськогосподарського кооперативу «Червона зірка». З 1953 — депутат Державних Зборів Угорської Народної Республіки, з 1957 року — член ЦК УСРП. У 1960 був призначений міністром сільського господарства. 13 квітня 1967 став головою Президії УНР. При цьому став членом Політбюро ЦК УСРП лише в 1975. 25 червня 1987 пішов з поста президента УНР. Після 1990 пішов з політичного життя Угорщини, оголосивши, що не даватиме будь-які інтерв'ю ЗМІ.

## Нагороди
- Герой Соціалістичної Праці УНР (1954)
- Державна премія ім. Кошута (1956)